# Rulle Grabow
Rulle Grabow Westergaard (født 15. november 1971 i Odense) er en dansk kommunikationsrådgiver. Grabow er uddannet magister i nordisk filologi og medievidenskab fra Københavns Universitet.
Hun har optrådt som politisk kommentator i DR's tv-program Jersild Minus Spin, var rådgiver for den tidligere fødevareminister Henrik Høegh (V) og 2005-2008 ansat som ansvarshavende redaktør hos Landbrugsraadet.
I 2008 var hun pressechef i Sterling Airways, da selskabet gik konkurs.